# Pseudochama subspinosa
Pseudochama subspinosa is een tweekleppigensoort uit de familie van de Chamidae. De wetenschappelijke naam van de soort is voor het eerst geldig gepubliceerd in 1846 door Chenu.
Rechter en linker klep van hetzelfde exemplaar:

Rechter klep
Linker klep